# Жан д'Естре (маршал)
Жан д'Естре (фр. Jean d'Estrées; 1624 —19 травня 1707) — французький аристократ, військовий діяч, маршал та адмірал Франції.

## Життєпис
Походив з аристократичної родини д'Естре. Син Франсуа-Аннібала д'Естре, маршала та пера Франції, єпископа Нуайона. Був небіжем фаворитки короля Генріха IV — Габріель д'Естре.
Замолоду поступив до війська. Завдяки зв'язкам батька зробив гарну кар'єру. Вже у 1647 році отримав звання полковника Наваррського полку. З 1648 року служив під орудою принца Луї Бурбон-Конде. У 1649 році стає польовим маршалом (генерал-майором).
Під час Фронди підтримав королівську родину. У 1652—1653 роках у складі армії на чолі із Анрі де Тюренном воював проти іспанців у Фландрії та Лотарингії. у 1656 році під Валансьєнном потрапив у полон, втім незабаром був обміняний. У 1657 році отримує звання генерал-лейтенанта.
Посварившись у 1668 році з впливовим міністром Франсуа де Лувуа, який не надавав можливості більш самостійно діяти Жану під час Деволюційної війни, останній переходить до військово-морського міністерства на чолі із Жаном-Батистом Кольбером, бере участь у розбудові французького морського флоту. Того ж року отримує звання генерал-лейтената флоту, а у 1669 році — віце-адмірала.
У 1672 році на чолі французького флоту бере участь у Голландській війні. Входив до складу об'єднаного франко-англійського флоту, проте не зміг досягти порозуміння з Джеймсом Йоркським (майбутнім королем Англії Яковом II), внаслідок чого цей флот зазнав поразок від голландців у битвах при Солебеї у 1672 році, Валхерені та Текселі у 1673 році.
У 1676—1677 роках здійснив експедицію до Вест-Індії, де захопив у голландців Каєнну та острів Тобаго, завдавши поразки ворожій ескадрі. Втім спроба у 1678 році захопити острів Кюрасао зазнала цілковитої невдачі й призвела до значних втрат. Утім по поверненню до Франції залишився на службі. У 1681 році стає маршалом Франції.
У 1685 та 1688 роках здійснив експедиції проти Триполі та Алжиру відповідно, з метою приборкання місцевих піратів та звільнення полонених. Під час бомбардування цих міст д'Естре скинув до 14000 бомб на кожне. У 1686 році призначається віце-королем французьких колоній в Америці. У 1687 році отримує титули герцога та пера Франції.
Хоробро діяв проти англійського флоту під час Війни Аусбурзької ліги, завдавши у 1691 році йому поразку. У 1701 році призначається губернатором й генерал-лейтенантом Нанту. Під час Війни за іспанську спадщину займався охороною південно-західної Іспанії в районі Кадіса. Помер 19 травня 1707 року у Парижі.

## Родина
Дружина — Марія Маргарита Морін
Діти:
- Віктор Марі (1660—1737), маршал Франції
- Жан (1666—1718), архієпископ Камбре, член Французької академії
- Сезар Жан (д/н—1671)
- Ганна-Марія (д/н—1723), черниця Богоматері Успіння в Парижі
- Марі-Ганна-Катрін (1663—1741)